# 两广铁线莲
两广铁线莲（学名：Clematis chingii）为毛茛科铁线莲属下的一个种。

## 扩展阅读
- 維基物種上的相關：两广铁线莲